# Mensur

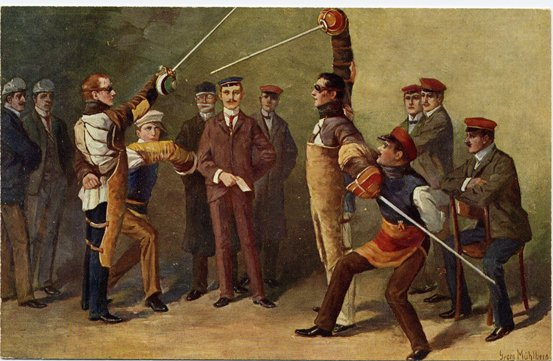
Georg Mühlberg: Auf die Mensur. representación de un Mensur con Korbschläger, aprox. 1900. (Para los estándares actuales la distancia entre los Paukanten es demasiado grande.).

El Mensur (del latín mensura, «medida») es un combate de esgrima con reglas estrictas entre miembros de una Studentenverbindung con armas de filo. La idea parte del concepto de mensur del siglo XVI que fijaba una distancia entre los duelistas.
Se combate en Mensur a partir del Hochschule con Korbschläger (en el oeste) o Glockenschläger (en el este). En la actualidad el Paukant (participante del Mensur) está casi completamente protegido de las heridas. Solamente algunas partes de la cabeza quedan al descubierto y pueden resultar heridas.
Las cicatrices resultantes reciben el nombre de Schmiss, y estuvieron consideradas como una señal de honor especialmente en la segunda mitad del siglo XIX y la primera mitad del XX. En la actualidad es difícil para el lego identificar las cicatrices causadas en el Mensur a causa del mejor tratamiento médico.
Se ha practicado el Mensur en muchas Studentenverbindung de Alemania, Austria y Suiza, y de forma menos frecuente en Bélgica y el Báltico.

## Características delMensur

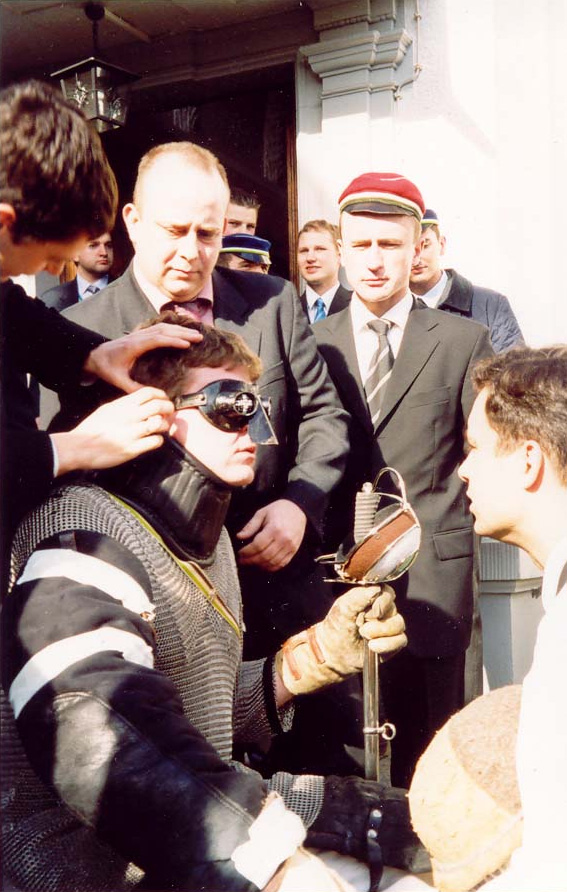
Polonia, 2004: Un Paukant se prepara para el Mensur.

El Mensur no es ni un deporte ni un duelo, aunque tiene similitudes con estas dos formas de medir la fortaleza humana.
Como en el deporte, no tiene por qué haber antipatía entre los rivales. Entre los contendientes debe existir una cierta confianza. Por otra parte, no hay perdedores ni ganadores en el Mensur, pues la «participación altiva» (aufrechte Teilnahme) es más importante que la victoria. El desempeño de los Paukanten se evalúa con independencia del de su oponente. 
Como en los duelos, el Mensur es un combate entre dos hombres, en el que es primordial no retirarse. Esta situación de combate debe disciplinar a los Paukanten en el posible sufrimiento de heridas, sin que muestren evidencias externas de miedo. El ejercicio del coraje al superar el miedo es el verdadero objetivo del Mensur, de suerte que la retirada se considera una derrota.
A diferencia del duelo, el Mensur no es una cuestión de vida o muerte para solucionar ofensas al honor. Esto es ilegal y en el Mensur actual está explícitamente prohibido. El Mensur solo se lleva a cabo en condiciones concretas que impiden la aparición de heridas graves o mortales.

## El objetivo delMensur
El Mensur se considera entre sus practicantes importante para el desarrollo de la personalidad. El practicante debe adquirir una técnica de combate limpia (el Pauken), así como desarrollar la disciplina y la prudencia. Debe exponerse a la amenaza de peligro inminente para superar su propio miedo.
El Pauken debe fortalecer la cohesión del grupo, y el Paukant es responsable de la unión. Participa en las actividades conjuntas del Pauktag junto con los Altherren o exalumnos. Un efecto secundario de las obligaciones del Mensur es que a los estudiantes que solo tienen fines materialistas, pero no desean aportar nada, se les prohíbe unirse.